# 龍蔵寺 (前橋市)
龍蔵寺（りゅうぞうじ）は、群馬県前橋市にある天台宗の寺院である。山号は青柳山（せいりゅうさん）。院号は談義堂院（だんぎどういん）。本尊は阿弥陀如来。元三大師像を安置し、青柳大師（あおやぎだいし）とも称される。

## 歴史
寺伝によれば延暦2年（783年）勝道によって開山された満願寺にはじまるという。14世紀中頃に笠間道玄入道が厩橋城を築城した際に、鬼門除けとして龍蔵寺としたとされる。
康暦2年（1380年）、豪尊の時代に天台宗の関東八壇林として知られたという。
寛保2年（1742年）に焼失後、延享3年（1746年）に再建され、前橋藩主・酒井忠恭から寺領50石の寄進を受けた。

## 例祭
- 1月3日 0:00 - 16:00 大祭
- 2月3日 節分会